# Black/Matrix Advanced
Black/Matrix Advanced est un jeu de rôle tactique développé par Flight-Plan et publié par NEC InterChannel sur Dreamcast et sorti le 30 septembre 1999 au Japon. Ce jeu est une adaptation de Black/Matrix sur Saturn avec des scènes supplémentaires.